# Планідовка
Плані́довка (каз. Планидовка) — село у складі Глибоківського району Східноказахстанської області Казахстану. Входить до складу Секісовського сільського округу.
Населення — 64 особи (2021; 117 у 2009, 108 у 1999, 174 у 1989).
Національний склад станом на 1989 рік:
- росіяни — 100 %